# We’ll Live It All Again
We'll Live It All Again (Lo Riviveri) – utwór włoskiego duetu Al Bano & Romina Power, który został napisany przez parę we współpracy z Detto Mariano, nagrany i wydany w 1976 roku. Piosenka została umieszczona na płycie pt. 1978 z 1977 roku.
W 1976 roku utwór reprezentował Włochy podczas finału 21. Konkursu Piosenki Eurowizji. Podczas koncertu finałowego, który odbył się 3 kwietnia w Nederlands Congresgebouw w Hadze, utwór został zaprezentowany jako trzynasty w kolejności i ostatecznie zdobył 69 punkty, plasując się na siódmym miejscu finałowej klasyfikacji. Dyrygentem orkiestry podczas występu duetu był Polito. 
W zależności od wydania, na stronie B winylowej wersji singla znalazła się piosenka „Na, Na, Na” lub „Non due”. Oprócz włosko-anglojęzycznej wersji utworu, duet nagrał także singiel w całości po włosku („E fu subito amore”), francusku („T'aimer encore une fois”), hiszpańsku, a także wersję anglo-włosko-francuską oraz anglo-hiszpańską.